# Vaccaro
Vaccaro ist ein italienischer Familienname.

## Namensträger
- Andrea Vaccaro (1604–1670), italienischer Barockmaler
- Angelo Vaccaro (* 1981), italienisch-deutscher Fußballspieler
- Brenda Vaccaro (* 1939), US-amerikanische Schauspielerin
- Carlo Vaccaro (1864–1933), italienischer Unternehmer und Bankier
- Giuseppe Vaccaro (Maler) (1793–1866), italienischer Maler und Bildhauer
- Giuseppe Vaccaro (Bildhauer, 1808) (1808–1889), italienischer Terrakottabildner und Bildhauer
- Giuseppe Vaccaro (Architekt) (1896–1970), italienischer Architekt
- Giuseppe Vaccaro (General) (1916–2006), italienischer General
- Giuseppe Vaccaro (Mathematiker) (1917–2004), italienischer Mathematiker
- Giuseppe Vaccaro (Bildhauer, 1944) (* 1944), Schweizer Bildhauer
- Giuseppe Vaccaro (Kameramann), italienischer Kameramann
- Kenny Vaccaro (* 1991), US-amerikanischer American-Football-Spieler
- Luciana Vaccaro (* 1969), italienisch-schweizerische Physikerin, Rektorin der Fachhochschule Westschweiz
- Mario Vaccaro, australischer Tontechniker
- Owen Vaccaro (* 2005), US-amerikanischer Schauspieler
- Romana Vaccaro (Romana Kahlerová; 1956–2024), tschechisch-deutsche Opernsängerin (Sopran)
- Tony Vaccaro (1922–2022), US-amerikanischer Fotograf